# Xã Rost, Quận Jackson, Minnesota
Xã Rost (tiếng Anh: Rost Township) là một xã thuộc quận Jackson, tiểu bang Minnesota, Hoa Kỳ. Năm 2010, dân số của xã này là 211 người.